# 1time
1time war eine südafrikanische Billigfluggesellschaft mit Sitz in Johannesburg und ein Tochterunternehmen der Afrisource Holdings. Der Unternehmensname one time! ist eine südafrikanische Redewendung für „im Ernst“.

## Geschichte
1time wurde Ende 2003 gegründet. Die Muttergesellschaft sah nach den Terroranschlägen am 11. September 2001 die Gelegenheit um günstig Flugzeuge zu kaufen und die erste Billigfluggesellschaft Südafrikas zu gründen. Im Januar 2004 begann dann der Ticketverkauf und der Flugbetrieb wurde am 25. Februar 2004 mit drei täglichen Flügen zwischen Johannesburg und Kapstadt eröffnet.
Im Februar 2006 wurde die Tochtergesellschaft 1Time Zambia gegründet. Sie sollte Billigflüge ab Lusaka anbieten, jedoch wurden die Pläne nie verwirklicht.
Im Jahr 2006 wurden über eine Million Passagiere auf acht Routen transportiert.
1time beschäftigte im März 2007 420 Mitarbeiter, transportierte jeden Monat circa 100.000 Passagiere und war seit dem 14. August 2007 an der Johannesburg Securities Exchange gelistet.
Am 2. November 2012 stellte 1time den Flugbetrieb ein, die Gesellschaft soll liquidiert werden.

## Ziele
Vom OR Tambo International Airport wurden fünf nationale Ziele angeflogen, darunter Kapstadt, Durban und Gqeberha. Darüber hinaus gab es drei internationale Verbindungen nach Livingstone in Sambia, Maputo in Mosambik und außerhalb der Monsun-Saison (April bis Juni) auf die zu Tansania gehörende Insel Sansibar. Dabei war 1time die einzige Fluglinie, die den Flughafen Sansibar mit Johannesburg direkt verband.

## Flotte
Mit Stand Oktober 2012 bestand die Flotte der 1time aus zehn Flugzeugen:
- 3 McDonnell Douglas MD-82
- 4 McDonnell Douglas MD-83
- 3 McDonnell Douglas MD-87